# Canopo (mitologia)
Canopo era uma divindade adorada na figura de um grande vaso coberto de hieróglifos, tendo, por tampa, uma cabeça emblemática representando Osíris. 

Segundo a fábula, os caldeus, adoradores do Fogo, desafiaram os demais povos a submeterem as suas divindades a um concurso de resistência com o seu deus. 
Os egípcios, tendo aceito o desafio, prepararam um grande "canopo", contendo água em um reservatório oculto, cuja saída era tapada com cera, e o expuseram a uma fogueira, em presença dos juízes caldeus. Com pasmo geral, o canopo despejou água e apagou o fogo, sendo, por isso, considerado o mais poderoso dos deuses.